# آرتورو سیلوستری
آرتورو سیلوستری (به ایتالیایی: Arturo Silvestri) بازیکن فوتبال و اهل ایتالیا است 

## تیم ملی
از سال ۱۹۵۱ میلادی عضو تیم ملی فوتبال ایتالیا بوده و در ۳ بازی ملی حضور داشته‌است. او در بازی‌های ملی‌اش گلی به ثمر نرساند.
آرتورو سیلوستری آخرین بازی ملی خود را در سال ۱۹۵۱ میلادی انجام داد.